# Liste der Biografien/Prj
Liste der Biografien |
Portal Biografien |
Personensuche
# |
A |
B |
C |
D |
E |
F |
G |
H |
I |
J |
K |
L |
M |
N |
O |
P |
Q |
R |
S |
T |
U |
V |
W |
X |
Y |
Z |
?
 
Pa |
Pc |
Pe |
Pf |
Ph |
Pi |
Pj |
Pk |
Pl |
Pm |
Pn |
Po |
Pr |
Ps |
Pt |
Pu |
Pv |
Pw |
Py
 
Pra |
Prc |
Pre |
Pri |
Prj |
Prk |
Prl |
Pro |
Prp |
Prs |
Prt |
Pru |
Prv |
Pry |
Prz
Die Liste der Biografien führt alle Personen auf, die in der deutschsprachigen Wikipedia einen Artikel haben. Dieses ist eine Teilliste mit 7 Einträgen von Personen, deren Namen mit den Buchstaben „Prj“ beginnt.

## Prj

### Prja
- Prjachin, Sergei Wassiljewitsch (* 1963), russischer Eishockeyspieler und -trainer
- Prjachina, Swetlana Anatoljewna (* 1970), russische Handballspielerin
- Prjanischnikow, Dmitri Nikolajewitsch (1865–1948), russisch-sowjetischer Agrarwissenschaftler
- Prjanischnikow, Fjodor Iwanowitsch (1793–1867), russischer Beamter, Hauptvorsteher des Postdepartements (Postminister), Philanthrop und Mäzen
- Prjanischnikow, Illarion Michailowitsch (1840–1894), russischer Maler
- Prjanischnikow, Ippolit Petrowitsch (1847–1921), russischer Bariton, Regisseur und Gesangspädagoge
- Prjaschnikow, Wiktor Romanowitsch (1933–2008), sowjetisch-russischer Eishockeyspieler